# Plecopterodes exigua
Plecopterodes exigua är en fjärilsart som beskrevs av M.Gaede 1914. Plecopterodes exigua ingår i släktet Plecopterodes och familjen nattflyn. Inga underarter finns listade i Catalogue of Life.